# Lucio Sempronio Atratino
Lucio Sempronio Atratino  fue un político romano del siglo V a. C. perteneciente a la gens Sempronia.

## Familia
Atratino fue miembro de los Sempronios Atratinos, una rama patricia de la gens Sempronia. Fue hijo del consular Aulo Sempronio Atratino, hermano del tribuno consular Aulo Sempronio Atratino y padre del tres veces tribuno consular Aulo Sempronio Atratino.

## Carrera pública
A instancias del interrex Tito Quincio Capitolino Barbato, fue escogido cónsul suffectus en el año 444 a. C. cuando se obligó a los tribunos consulares a renunciar a su cargo por un defecto en la elección. Durante su año consular se firmó un tratado de paz con Ardea.
Al año siguiente, fue elegido para el primer colegio de censores, pero hay autores modernos que lo consideran espurio.